# Salim Aïssa
Salim Aïssa, pseudónimo de Boukella, é um novelista e jornalista argelino cuja literatura é focada em histórias de detetive situadas na Argélia pós-independência, combinando nessas narrativas uma crítica da sociedade pós-colonial. Trabalha também na Algérie-Actualité.

## Obras
- Mimouna (1987)
- Adel S’emmêle (1988)

## Bilbiografia
- Gikandi, Simon, ed. (2003). Encyclopedia of African literature [Enciclopédia da literatura Africana]. [S.l.]: Routledge